# Red Fisher (journaliste)
Pour les articles homonymes, voir Red Fisher et Fisher.
Red Fisher (né Saul Fisher le 22 août 1926 à Montréal et mort le 19 janvier 2018 dans la même ville) est un journaliste canadien connu pour ses rubriques journalistiques sur la Ligue nationale de hockey et les Canadiens de Montréal.

## Biographie
Red Fisher a commencé sa carrière avec le Montreal Star en 1954 et demeura avec le journal jusqu'à sa fermeture en 1979. Ses débuts avec les Canadiens remontent à la fameuse Émeute Maurice Richard du 17 mars 1955.
Par la suite, il s'est joint à The Gazette, avec lequel il continue de collaborer. En mars 2006, il rend un dernier hommage au joueur de hockey Bernard Geoffrion.  
Red Fisher a aussi reçu plusieurs prix au cours de sa longue carrière journalistique.

## Honneurs
- Récompensé pour l'ensemble de son œuvre par Sports Media Canada en 1999
- Prix sportif du concours canadien de journalisme de 1971 et 1991
- Membre du temple de la renommée international des sportifs juifs[2]

## Source
- (en) Biographie de Red Fisher